# キウーザ・ディ・サン・ミケーレ
キウーザ・ディ・サン・ミケーレ（伊: Chiusa di San Michele）は、イタリア共和国ピエモンテ州トリノ県にある、人口約1,600人の基礎自治体（コムーネ）。

## 地理

### 位置・広がり

#### 隣接コムーネ
隣接するコムーネは以下の通り。
- カプリエ
- コアッツェ
- コンドーヴェ
- サンタンブロージョ・ディ・トリーノ
- ヴァイエ
- ヴァルジョーイエ

## 行政

### 分離集落
キウーザ・ディ・サン・ミケーレには、以下の分離集落（フラツィオーネ）がある。
- Bennale, Basinnato, Molè